# Suur Tõll
Suur Tõll è un eroe gigante della mitologia estone che secondo la leggenda visse sull'isola di Saaremaa nel Mar Baltico.

## Nella leggenda
Visse nel villaggio di Tõlluste con la moglie Piret gettando enormi rocce ovunque e soprattutto contro il suo arcinemico Vanatühi od altri nemici dell'isola (Saaremaa).

Tõll era re di Saaremaa ma viveva come un agricoltore qualsiasi frequentando spesso suo fratello Leiger che viveva nella vicina isola di Dagö ed era così alto che poteva quasi raggiungerla camminando anziché utilizzare un natante o nuotare (la distanza tra le due isole è di circa 5 o 6 km). Il suo bastone da passeggio era un tronco d'albero di abete rosso.

Era un gigante sempre gentile e pronto ad aiutare chiunque, molto caloroso. Amava mangiare il cavolo, bere birra e fare la sauna e sua moglie era sempre occupata a raccogliere le rocce da mettere sulla stufa della sauna.

### Morte
Quando un nemico alleato di Vanatühi lo decapitò, mise la testa sulla spada e si avvicinò alla sua tomba posta da qualche parte nel villaggio di Tõlluste e quando Tõll morì, promise di salire dalla tomba e di aiutare le persone in caso di guerra.

Ma i bambini cattivi si divertirono a urlare "Tõll, Tõll, sveglia, c'è una guerra nel cortile", così Tõll si alzò dalla terra arrabbiato e tornando nella tomba giurò di non tornare mai più.

## Teorie del mito
L'origine del nome Tõll non è stata chiarita ma si suppone che la storia di Suur Tõll sia fondata su un anziano molto alto realmente esistito sull'isola ed alcuni suggeriscono invece una trasposizione in lingua estone del nome di una vecchia e nobile famiglia tedesco-baltica caratterizzata dall'avere dei componenti di altezza superiore ai due metri.
I cognomi Tõll e Toll possono essere trovati ancor oggi sull'isola di Saaremaa.

## Strascichi della leggenda ad oggi
Nel villaggio di Ninase ci sono due vecchi mulini a vento riformati nelle figure di Tõll e Piret ed i novelli sposi di Saaremaa vi si recano per rendere omaggio i mitici eroi dell'isola.

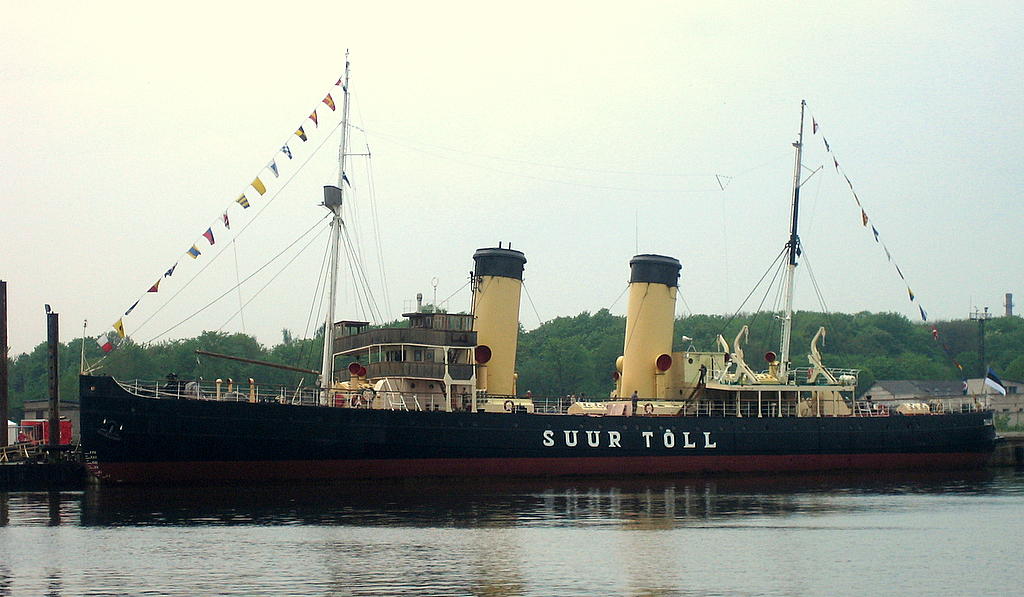
La nave rompighiaccio Suur Tõll

- Suur Tõll ha ispirato l'omonimo film di animazione del 1980 diretto da Rein Raamat.[3]
- La nave rompighiaccio Suur Tõll è oggi una nave museo a Tallinn.
- A partire dal 2009, tre degli hotel più alti dell'Estonia (Pädaste Manor, Swissôtel Tallinn e Hotel Schlossle) hanno cominciato a proporre delle opzioni "Suur Tõll" ai turisti: si tratta di una sessione di sei ore su misura per la sauna e di tre pasti a base di cavolo al giorno completi di due pinte birra scelta tra le migliori della fabbricazione estone.